# Live Fast
«Live Fast» (стилизовано как Live Fast (PUBGM); с англ. — «Живи быстро») — песня, записанная норвежским диджеем Аланом Уокером и американским рэпером ASAP Rocky. Она была выпущена 25 июля 2019 года на лейблах MER и Sony Music.

## История
Вокал песни был записан перед заключением ASAP Rocky в тюрьму из-за ссоры на улицах Стокгольма в Швеции 30 июля. После релиза Алан Уокер опубликовал сообщение в Instagram с благодарностью всем своим сотрудникам и обращением к правосудию над рэпером: «проблемы и споры, связанные с арестом Rocky и предстоящим судом в Швеции, повлияли на всех нас в течение последних недель. […] Но я хотел бы высказаться за справедливое обращение и быстрое решение в интересах всех участников». Песня является официальным гимном к игре PlayerUnknown’s Battlegrounds, также называемой PUBG Mobile, в режиме королевской битвы на Android и iOS, который имеет 50 миллионов активных пользователей ежедневно. Алан Уокер уже сделал несколько песен для сообщества видеоигр, таких как его первый сингл для PUBG «On My Way», который был выпущен 21 марта 2019 года, к первой годовщине игры. Он также работал над официальным ремиксом темы League of Legends. Официальный концерт состоялся 26 июля на PUBG Mobile Club Open Spring Split Global Finals в Берлине, через день после релиза. Таким же образом, Алан Уокер сказал в Twitter: «Я имел удовольствие впервые исполнить свой новый сингл #LiveFast на открытии @PUBGMOBILE #PMCO Spring Split Global Finals в Берлине! Если вы пропустили прямую трансляцию, я загрузил своё полное выступление здесь…». В течение недели после релиза Алан Уокер пригласил своих поклонников войти в PUBG Mobile, чтобы выиграть шанс услышать песню.

## Отзывы
Matthew Meadow из Your EDM отмечает, что смысл текстов, написанных до заключения в тюрьму, «звучит правдивее, чем когда-либо». Точно так же Tiffany Pridanonda из EDM Tunes отмечает, что хор придаёт аспект пронзительной мелодии, которая выглядит как «эпический гимн, идеально подходит для участия в бою внутри PUBG». Она описывает «Live Fast» как «мрачный, мелодраматический гимн» и говорит, что он соответствует подходящей песне для рэпера, он «звучит ещё громче среди недавних проблем Rocky». Она сравнивает сотрудничество Алана Уокера с PUBG с сотрудничеством Marshmello & Fortnite, связывая это с «обильным количество EDM артистов, переплетающихся в видеоигры в последнее время». Алан Уокер хотел отметить, что смысл песни заключается в том, чтобы жить быстро и избегать монотонности. Он отметил, что текст песни идеально вписывается в текущий контекст рэпера. В интервью он сказал: «тексты полностью его, я послал ему производство, и он послал тексты, и мне это понравилось; это то, что появилось через несколько дней и было удивительно, и я очень горжусь этим».

## Музыкальное видео
Официальный клип на песню был выпущен в тот же день на YouTube-канале Алана Уокера. Есть реальные актёры, изображающие темы мобильных игр PUBG, которые для большинства из них являются солдатами, идущими в темноте, в пути или нацеливающими оружие в пустынных местах. Алан Уокер также появляется как персонаж PUBG. Тёмная атмосфера, материализованная тёмной природой, связана с атмосферой трека. Текст песни появляется в режиме реального времени во время видео.

## Участники записи
По данным Tidal.
- Алан Уокер — продюсер, композиция
- Jonas Engelschiøn Mjåset — продюсер, композиция
- Pål Håkon Sundsbø — продюсер, композиция
- Anders Frøen — продюсер, композиция, текст
- Kameron Alexander — композиция, текст
- Kevin Hogdahl — продюсер, текст
- Rakim Mayers — продюсер, текст
- Fredrik Borch Olsen — композиция, сопродюсер
- Sören von Malmborg — микширование, мастеринг
- Gunnar Greve — исполнительный продюсер
- Jakob Emtestam — исполнительный продюсер

## Чарты
| Чарт (2019)                | Высшая позиция |
| -------------------------- | -------------- |
| СНГ (TopHit Airplay)       | 21             |
| Венгрия (Single Top 40)    | 21             |
| Норвегия (VG-lista)        | 24             |
| Россия (TopHit)            | 15             |
| Швеция (Sverigetopplistan) | 11             |